# Alexandr Kajdanovskij
Alexandr Kajdanovskij (rusky Алекса́ндр Леони́дович Кайдано́вский, Alexandr Leonidovič Kajdanovskij; 23. července 1946 Rostov na Donu – 3. prosince 1995 Moskva) byl sovětský, respektive ruský herec, scenárista a režisér. Výrazné role ztvárnil ve filmech Svůj mezi cizími (1974), Osobní stráž (1979) a Stalker (1979).

## Osobní život a umělecká kariéra
Před počátkem herecké kariéry navštěvoval průmyslové učiliště, kde se vyučil svářečem. Namísto dělnické profese však v roce 1965 začal studovat herectví na Rostovské divadelní škole a následně také na Ščukinově Institutu v Moskvě. Ve filmu debutoval před absolutoriem v roce 1967, když si zahrál vedlejší roli „někoho“ ve snímku Таинственная стена (Záhadná zeď). Po dostudování roku 1969 začal působit jako divadelní herec a současně také účinkoval ve filmu. V letech 1969–1971 byl členem Státního akademického divadla Jevgenije Vachtangova a poté přešel do Moskevského uměleckého akademického divadla (MCHAT).
V roce 1985 režíroval snímek podle vlastního scénáře Простая смерть (Jednoduchá smrt) na základě předlohy Tolstého románu Smrt Ivana Iljiče, který byl promítán na Filmovém festivalu v Cannes 1987. V roce 1994 se stal na canneském festivalu členem mezinárodní poroty.
Během života se čtyřikrát oženil. První manželství s Irinou Anatoljevnou Byčkovovou (Ирина Анатольевна Бычкова) trvalo v letech 1966–1975. Ze vztahu se narodila dcera Darja. Podruhé se oženil v roce 1975 s herečkou Jevgenijí Simonovovou (Евгения Симонова), s níž měl dceru Zoju. K rozvodu došlo po pěti letech. Třetí ženou se stala Natalija Sudakovová (Наталия Судакова), která přivedla na svět syna Andreje a poslední čtvrtou manželkou byla v roce 1995 herečka Ina Pivarsová (Инна Пиварс).
Zemřel 3. prosince 1995 na třetí infarkt myokardu v moskevském bytě.

## Výběr herecké filmografie
- 1995 – Свадебный марш (povídka z almanachu Прибытие поезда)
- 1994 – Čarostřelec
- 1994 – Исповедь незнакомцу
- 1993 – El Aliento del diablo
- 1992 – Listopad
- 1988 – Новые приключения янки при дворе короля Артура (Lancelot)
- 1987 – Deset malých černoušků
- 1987 – Хареба и Гоги (kněz Olševskij)
- 1982 – Извините, пожалуйста
- 1980 – Рассказ неизвестного человека (Vladimir)
- 1979 – Osobní stráž
- 1979 – Stalker (Stalker)
- 1979 – Zkouška pilota Pirxe
- 1978 – I když nejsem vinen
- 1976 – Zlatonosná řeka
- 1975 – Бриллианты для диктатуры пролетариата (Voroncov)
- 1975 – Мой дом – театр
- 1975 – Nejdražší zlato světa
- 1975 – Ztracená expedice (televizní film)
- 1974 – Svůj mezi cizími
- 1972 – Hráč
- 1972 – Четвёртый (Druhý)
- 1971 – Красная площадь (voják)
- 1967 – Anna Kareninová